# Aleksej Savrasenko
Aleksej Dmitrievič Savrasenko (in russo Алексей Дмитриевич Саврасенко?; Krasnodar, 28 febbraio 1979) è un ex cestista e dirigente sportivo russo con cittadinanza greca.

## Carriera
Con la Russia ha disputato i Giochi olimpici di Pechino 2008, i Campionati mondiali del 2002 e cinque edizioni dei Campionati europei (2001, 2003, 2005, 2007, 2013).
Ha doppio passaporto, russo e greco. Il suo nome da naturalizzato è Alexis Amanatidis.

## Caratteristiche tecniche
Può essere considerato il classico giocatore in grado di coprire la mancanza di talento attraverso un lavoro difensivo non immediatamente visivibile, ma efficacissimo e che mette incredibilmente in difficoltà l'attacco avversario.
Sebbene le sue capacità offensive siano alquanto limitate, in questo momento è da molti reputato il miglior centro europeo per quanto concerne la difesa.
Negli ultimi anni è molto migliorato nella velocità e nella tecnica di tiro.

## Dopo il ritiro
Dopo il ritiro intraprende l'attività di dirigente sportivo; il 18 giugno 2016 diventa il nuovo GM della Lokomotiv Kuban.

## Palmarès

### Squadra
- Campionato greco: 1

Olympiakos: 1996-97
- Campionato russo: 6

CSKA Mosca: 2002-03, 2003-04, 2004-05, 2005-06, 2006-07, 2007-08
- Coppa di Grecia: 2

Olympiacos: 1996-97, 2001-02
- Coppa di Russia: 3

CSKA Mosca: 2004-05, 2005-06, 2006-07
- Coppa dei Campioni - Eurolega: 3

Olympiacos: 1996-97
CSKA Mosca: 2005-06, 2007-08
- VTB United League: 2

CSKA Mosca: 2008
Chimki: 2010-11
- Eurocup: 1

Lokomotiv Kuban: 2012-13

### Individuale
- MVP Coppa di Russia: 1

CSKA Mosca: 2006-07